# ТЕС Есін
27°18′5″ пн. ш. 56°18′8″ сх. д. / 27.30139° пн. ш. 56.30222° сх. д.
ТЕС Есін – іранська теплова електростанція на південному сході країни в провінції Хормозґан.
У 2013 році на майданчику станції стали до ладу 4 встановлені на роботу у відкритому циклі газові турбіни потужністю по 162 МВт.
ТЕС розрахована на споживання природного газу, доправленого у регіон по трубопроводу IGAT VII.
Видача продукції відбувається по ЛЕП, розрахованій на роботу під напругою 230 кВ.